# Scià Isma'il II
Scià Ismāʿīl II (nato Ismail Mirza, in persiano شاه اسماعیل دوم‎; Qom, 31 maggio 1537 – Qazvin, 24 novembre 1577) è stato un sovrano persiano della dinastia safavide, che rimase al potere come scià dal 1576 al 1577.
Secondogenito di Tahmasp I e della principale consorte di quest'ultimo, Sultanum Begum, per ordine di suo padre Ismail trascorse vent'anni imprigionato nel castello di Qahqaheh. La ragione va rintracciata nella diffidenza che Tahmasp riponeva nel figlio, ritenendolo responsabile per i ricorrenti conflitti con gli influenti vassalli del regno e per la sua crescente popolarità tra le tribù dei Kizilbash.
Tahmasp morì nel 1576 senza aver desegnato un erede. Ismail, con l'appoggio della sorella Pari Khan Khanum, prevalsa sui suoi avversari e usurpò la corona. Per liberarsi dei potenziali pretendenti, Ismail epurò tutti i membri maschi della famiglia reale, ad eccezione del fratello Mohammad Khodabanda e dei suoi tre figli. Temendo l'influenza dei Kizilbash e di sua sorella sull'amministrazione e sull'esercito, Ismail li sostituì con persone di sua fiducia e mise in disparte Pari Khan Khanum dal potere. Ismail sminuì gli studiosi sciiti e cercò una guida spirituale presso gli ulama sunniti. Si trattò di un gesto forse compiuto per ripicca nei confronti del padre, il quale era un devoto sciita.
Verso gli ultimi mesi del suo regno, Ismail evitò Pari Khan e la fece arrestare, dimenticando gli sforzi da lei fatti per farlo diventare re. Il 24 novembre 1577 Ismail morì inaspettatamente per ragioni sconosciute, ma secondo la storiografia prevalente venne avvelenato da Pari Khan Khanum o dai capi dei Kizilbash. Gli succedette il fratello, il cieco Mohammad Khodabanda. Gli studiosi dell'epoca considerano Ismail un sovrano irrazionale, perverso e inetto, che portò la dinastia safavide sull'orlo del collasso. Tuttavia, alcuni cronisti coevi lo ritraggono invece alla stregua di un sovrano giusto. Gli storici moderni ritengono le sue politiche disastrose e la sua personalità insolitamente spietata, anche per la tendenza dell'epoca.

## Biografia

### Primi anni
Ismail Mirza nacque nella notte di giovedì 31 maggio 1537 a Qom, nell'odierno Iran. Secondogenito della scià Tahmasp I sua madre era la principale consorte di quest'ultimo, Sultanum Begum. Sua madre apparteneva alla potente famiglia dei Mawsillu, legata alle tribù dei Kizilbash, ed era la sorella di Musa Sultan, il governatore di Tabriz, che a volte viene confuso dalle fonti con il padre di Sultanum, Isa Khan, il quale era lo zio materno di Tahmasp. Ismail trascorse l'infanzia a corte e poiché il fratello maggiore ed erede più papabile, Mohammad Khodabanda, era stato nominato governatore di Herat, il giovane Ismail era l'unico figlio al palazzo reale di Qazvin; in questo modo, egli aveva tutte le attenzioni del padre. Tahmasp amava e ammirava il giovane Ismail per il suo coraggio, tanto che fece sì che Ismail imparasse a cavalcare, a tirare con l'arco, a leggere e a scrivere.

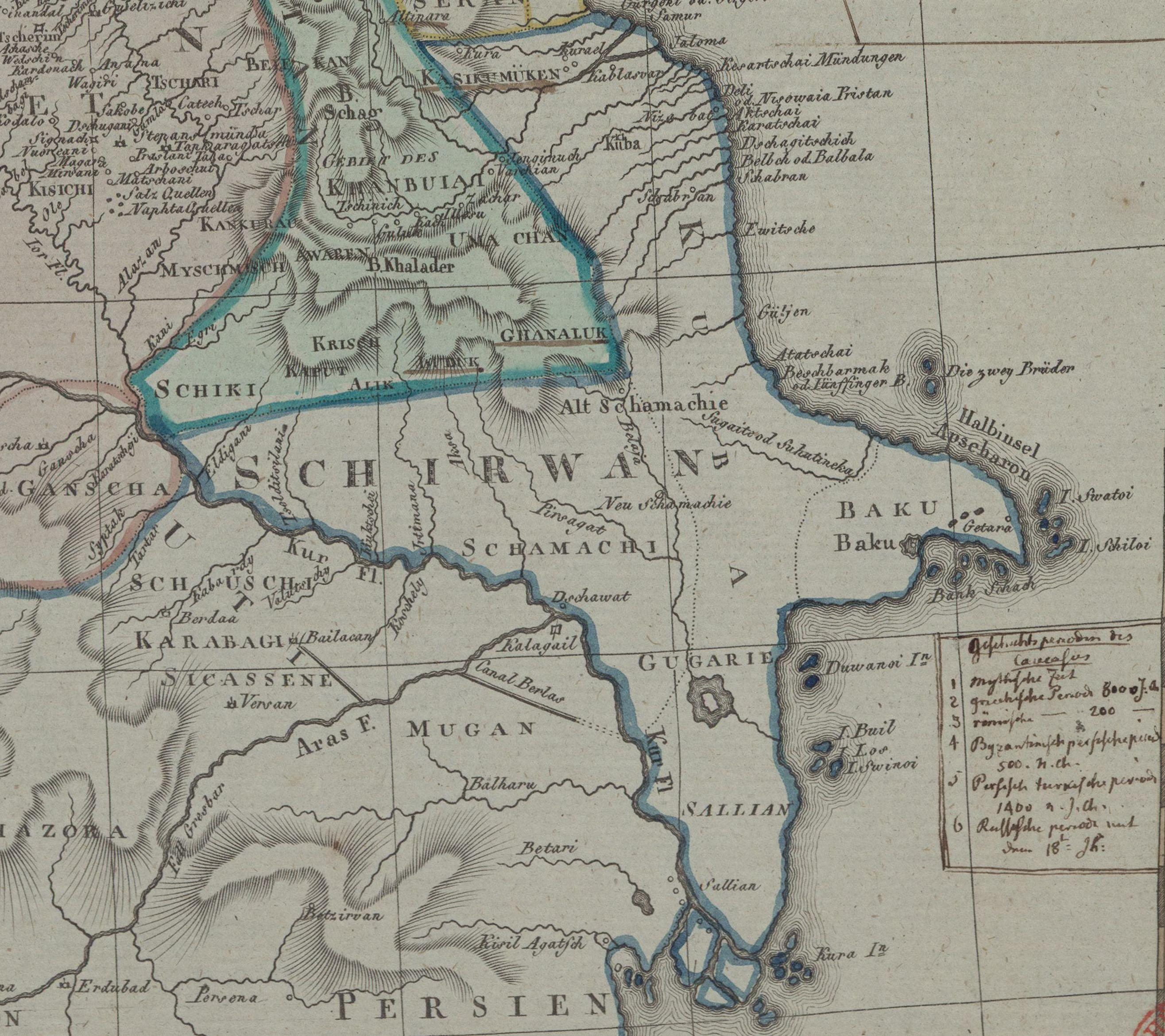
Mappa dello Shirvan di Johann Christoph Matthias Reineck del 1804

Alla fine dell'estate del 1547, Ismail fu nominato governatore di Shirvan dopo che il fratello dello scià e suo precedessore, Alqas Mirza, era fuggito nell'Impero ottomano quando una ribellione da lui capeggiata fallì. Lì, Ismail affrontò una rivolta compiuta da pretendente al trono dello Shirvanshah e nipote di Tahmasp, Burhan Ali, figlio di Khalilullah II; egli era evidentemente sostenuto dall'Impero ottomano. Tuttavia Burhan venne sconfitto da un esercito agli ordini del lala (tutore) di Ismail, Gokcha Sultan Ziadlu Qajar. Nel 1547, durante la lunga guerra ottomano-safavide del 1532-1555, Ismail Mirza condusse i guerrieri shirvani locali a una grande vittoria contro le truppe ottomane, che erano in superiorità numerica, nell'Anatolia orientale. Il 25 agosto 1548, Ismail saccheggiò con i suoi uomini Kars, uccidendo i civili che erano fuggiti dal caos e dal disordine dopo la campagna congiunta di Alqas Mirza e dei suoi sostenitori. Lì Ismail fu vittima di un attentato fallito orchestrato dal governatore della città. Per rappresaglia, egli ordinò il massacro dei prigionieri ottomani e la distruzione della fortezza di Kars. Dopo un periodo di pace, nell'inverno del 1552, Ismail eseguì un'incursione a Erzurum alla testa di 8 000 soldati e distrusse la fortificazione ottomana situata nei pressi della città. Il comandante osmanico e il governatore di Erzurum, Iskandar Pascià, decisero di combattere l'esercito di Ismail prima che raggiungesse le mura. La battaglia si concluse senza che emerse un chiaro vincitore, con Ismail che si ritirò a ovest, presumibilmente avendo avuto la peggio. Iskandar Pascià seguì Ismail e poi si trovò ad affrontare un nuovo esercito safavide, venendo surclassato con pesanti perdite.
La vittoria riportata a Erzurum portò a Ismail fama e popolarità tra i Kizilbash, ma diede anche inizio alla terza fase della guerra con l'Impero ottomano e alla pace di Amasya, in cui le terre safavidi in Mesopotamia passarono in mano agli ottomani. Anche in quel frangente, Ismail guadagnò del prestigio tra i Kizilbash per via delle sue abilità militari, avendo già in giovane età vinto diverse schermaglie contro gli ottomani.

### Prima dell'intronizzazione

#### Governatore di Herat
Nell'autunno del 1555, Ismail sposò sua cugina, Safieh Soltan Khanum, figlia di Khanish Begum (sorella di Tahmasp) e dello scià Nur-al Din Nimatullah Baqi. La cerimonia nuziale si svolse in una villa a nord di Tabriz. Gli sposi si stabilirono a Qazvin e ricevettero l'abitazione precedentemente di proprietà del fratello dello scià, Bahram Mirza. Una poesia lirica dello stesso anno lascia intendere che Ismail provava dolore e agonia per il suo matrimonio e che aveva perso il conforto di un compagno maschio a Shirvan. Da Safieh Soltan ebbe una figlia che in seguito sposò lo scià Khalil-Allah Kermani.
A Qazvin, Ismail trascorreva molte delle sue notti con amanti maschi e la sua omosessualità era cosa risaputa. Ciò contrastava con le posizioni intransigenti di Tahmasp, che tuttavia non fece alcuno sforzo per fermare Ismail fino all'inverno del 1555, quando gli fu riferito che Ismail si era rotto una gamba durante un'uscita con il suo compagno maschio. L'incidente fece infuriare ulteriormente Tahmasp nei confronti del figlio e, il 3 aprile 1556, inviò Ismail a Herat al posto di Mohammad Khodabanda. Ismail giunse a Herat in giugno e fu accolto da suo fratello; Mohammad Khan Sharaf al-Din Ogli Takalu fu nominato lala del nuovo governatore cittadino.
La breve parentesi al potere di Ismail come governatore coincise con il ritorno in patria di molti studiosi dell'Islam sunnita che erano fuggiti dal Khorasan. Le sue politiche filo-sunnite furono presto sfruttate dai suoi nemici a Qazvin, che ne approfittarono per convincere Tahmasp a richiamarlo dal Khorasan. Tuttavia, la ragione principale della sua estromissione riguardò l'aspra faida di Ogli Takalu con il figlio maggiore, Zayn-al-Din Ali Sultan, stretto collaboratore di Ismail. Tale evento spinse Tahmasp a richiamare il figlio da Herat dopo meno di due anni. Zayn-al-Din fu in seguito torturato a morte per aver accompagnato Ismail nelle sue avventure amorose con ragazzi di giovane età.

### Prigionia

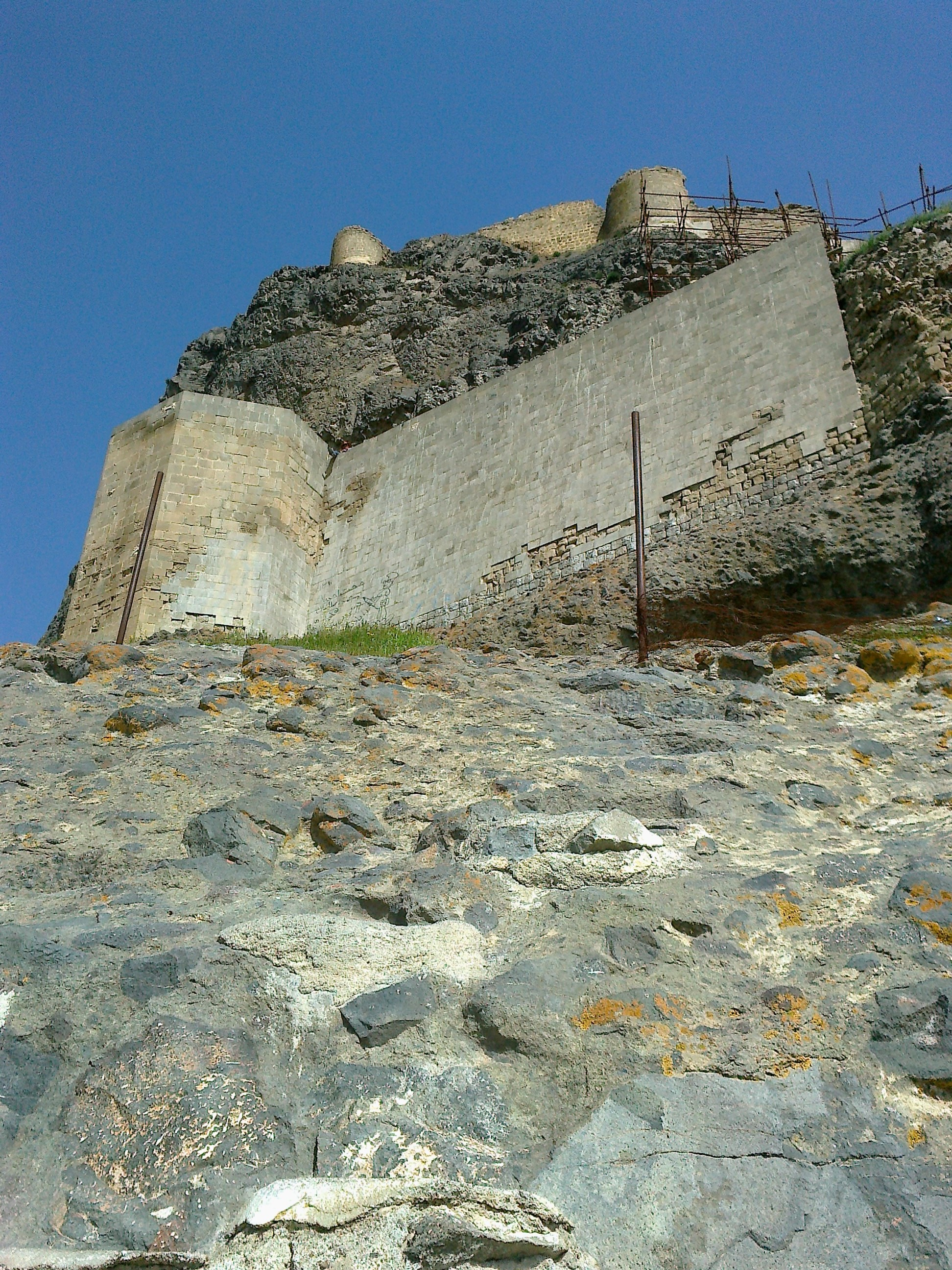
Il castello di Qahqaheh, dove Ismail fu detenuto per diciannove anni

Tahmasp ordinò di eliminare gli alleati di Ismail a corte, tra cui un capo della tribù dei Bayat e due emiri di Zul al-Qadr, mentre Ismail era in viaggio verso Qazvin. Inoltre, Tahmasp non permise a Ismail di entrare in città e ordinò il suo arresto a Saveh. Sono state avanzate diverse teorie che potrebbero aver giustificato l'atto compiuto dallo scià, principalmente basate sulla paranoia di Tahmasp per la popolarità di Ismail. Ai ricorrenti attacchi di successo del giovane alle terre di confine ottomane si sarebbe unito lo sdegno di Tahmasp per la sua conclamata omosessualità e la dipendenza da oppio. Lo scià ordinò l'imprigionamento di Ismail nel castello di Qahqaheh nel 1557, dove vi rimase per ben diciannove anni. Sembra che la decisione di Tahmasp fu assunta su suggerimento del suo gran visir, Ma'sum Beg Safavi (che era anche il lala di Haydar Mirza, il suo figlio preferito).
Le guardie che sorvegliavano Ismail venivano sostituite ogni due anni per evitare che fraternizzassero con il detenuto e sviluppassero delle simpatie nei suoi confronti. Secondo quanto riferito dalle fonti, durante il periodo iniziale della sua prigionia fu detenuto in catene, ma in seguito gli fu permesso di camminare fino al cortile del castello e di tornare in cella a suo piacimento. Tuttavia, nelle rubāʿiyāt (quartine) attribuite a Ismail egli si lamenta della sua incarcerazione a Qahqaha, attribuendola al risentimento dei suoi nemici per la sua prodezza e perspicacia. La sua dipendenza dall'oppio aumentò notevolmente durante la prigionia, al punto che consumò 47 mithqal, equivalenti a 199,75 g di grano, di barsh, un antidoto che tuttavia prendeva anche quando assumeva droghe.
Mentre Ismail si trovava a Qahqaha, i capi kizilbash affrontarono la questione della successione a Tahmasp, che non voleva nominare quale principe ereditario nessuno dei suoi figli. I candidati erano due, il primo dei quali era Haydar Mirza, il figlio prediletto dello scià, sostenuto dalla tribù Ustajlu, dalla famiglia degli Shaykhavand (imparentati con lo sceicco Safi-ad-din Ardabili, capostipite della dinastia safavide e quindi della famiglia reale in generale) e dai potenti ghilman (schiavi militari) georgiani di corte e concubine.
L'altro candidato era Ismail, sostenuto da Pari Khan Khanum, l'influente figlia di Tahmasp e dalle altre tribù dei Kizilbash come gli Afshar, i Qajar e i Rumlu. Nel 1571, Ismail sopravvisse a una congiura ordita contro di lui. In quell'anno, Haydar Mirza scrisse una lettera al castellano di Qahqaha, chiedendogli di eliminare Ismail. Pari Khan Khanum venne a conoscenza di questo piano e informò Tahmasp. Il re, che nutriva ancora affetto nei confronti di Ismail, ordinò ai moschettieri di Afshar di sorvegliare la sua prigione in caso di tentativo di assassinio.

### Regno

#### Epurazione familiare

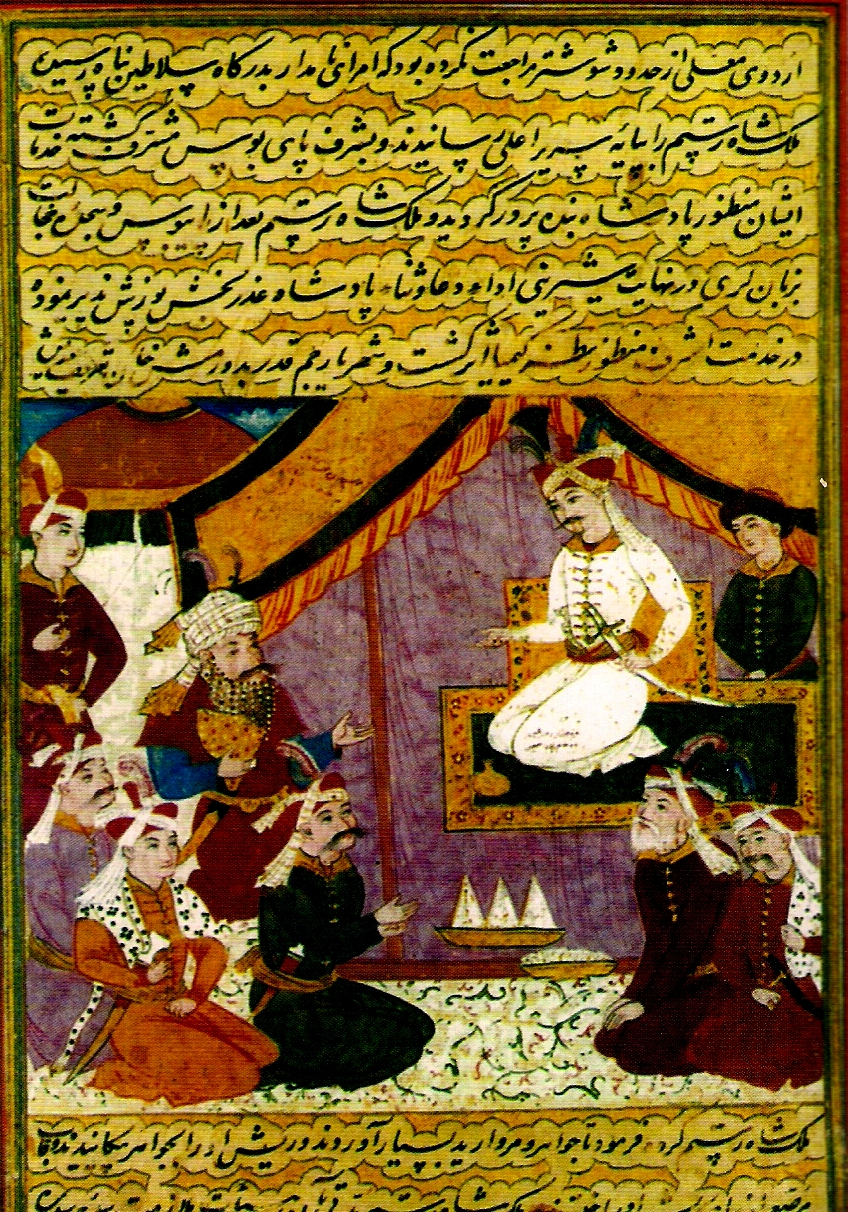
Ismail II a corte in un'illustrazione tratta dalla sua versione dello Shāh-Nāmeh

Tahmasp I morì il 15 maggio 1576 per avvelenamento, malgrado sia oggetto di dibattito se ciò avvenne dolosamente o colposamente. Subito dopo, Haydar Mirza si proclamò nuovo sovrano e indossò la corona di Tahmasp. Tuttavia, non trovò il tempo di affermare la sua autorità perché lo stesso giorno i qurchi (le guardie del corpo reali), i quali sostenevano Ismail, isolarono dai suoi sostenitori l'auto-proclamato successore e lo uccisero. Il 31 maggio 1576, 30 000 cavalleggeri kizilbash si radunarono davanti al castello di Qahqaheh, chiedendo il rilascio di Ismail: questi accettò di lasciare la struttura solo dopo aver sentito tutti loro giurargli fedeltà. Il 1º settembre 1576, Ismail entrò a Qazvin e salì al trono come Ismail II.
La cerimonia di incoronazione avvenne nel lussuoso palazzo di Chehel Sotun di Qavin; all'evento parteciparono i suoi fratelli, i cugini, i burocrati di corte, i dignitari religiosi, i capi tribali e militari Qizilbash e i principi georgiani della dinastia dei Bagration. In vista della cerimonia arrivarono anche ambasciatori e doni dall'Impero ottomano, dal Sultanato di Nizam Shahi, del Deccan e dall'Impero portoghese. La khuṭba tenuta in quel momento storico fu letta da Makhdum Sharifi Shirazi, un ecclesiastico sunnita scelto da Pari Khan Khanum e in futuro nominato da Ismail sadr-i mamalik (ministro della religione). Inoltre, pochi giorni dopo la sua incoronazione, Ismail nominò Mirza Shokrollah Isfahani come suo gran visir, Shahrokh Khan Zul al-Qadr, suo vecchio compagno di cella, come capo procuratore militare o divanbeygi e Mirza Mohammad Ma'muri, un funzionario scartato da Tahmasp, come suo capo scriba o monshi.
Tre mesi dopo la sua intronizzazione, in una giornata definita da Ismail come propizia per il suo futuro, egli non solo ordinò l'esecuzione dei membri della corte appartenenti alla fazione filo-Haydar, ma dimostrò anche ostilità verso i suoi stessi sostenitori. Il sovrano giustiziò persone il cui unico crimine era quello di ricoprire una carica durante il regno di Tahmasp, motivo per cui si rivelò presto chiaro che Ismail, la cui personalità era stata fortemente segnata dalla lunga prigionia, voleva rimanere al potere ad ogni costo. Da quel momento, i diciotto mesi in cui esercitò il potere si trasformarono in un regno del terrore poco tollerabile persino per le tendenze dell'epoca.
Ismail, senza dubbio consapevole delle precedenti minacce che Alqas Mirza e Sam Mirza, fratelli di Tahmasp, costituivano in quanto pretendenti alla corona. Pertanto, ordinò l'epurazione dei suoi stessi fratelli, che furono uccisi senza pietà e con crudeltà: il 9 novembre 1576, Suleiman Mirza fu decapitato a Qazvin. Dopo la sua morte, i fratelli minori e i cugini di Ismail, Mahmud Mirza, Imam Qoli Mirza e Ahmad Mirza, furono tutti condannati allo stesso destino. Due giorni dopo la loro esecuzione, il 5 marzo 1577, Ismail ordinò di eliminare suo cugino, il principe Ibrahim Mirza, il più importante principe safavide e giudice capo di Ismail. A seguito della sua brutalità, il principe Mohammad Hossein Mirza sollevò le armi contro Ismail nella remota regione di Kandahar, ma fu presto eliminato dagli uomini di Ismail in città. La sua rivolta contribuì solo ad alimentare la paranoia e la follia di Ismail. Secondo Makhdum Sharifi Shirazi, ministero della religione, alcuni di questi omicidi venivano ordinati controvoglia dal sovrano, come ad esempio nel caso di Badi-al Zaman Mirza, suo cugino, che fu ucciso nel Sistan. Dopo una lunga discussione, fu proprio Makhdum a convincere lo scià che la sua morte risultava necessaria. Di tutti i suoi parenti, solo Mohammad Khodabanda, il fratello cieco dello scià, e i tre figli piccoli di Mohammad scamparono a questa epurazione.

#### Morte
Quando Ismail sentì non più minacciata la sua posizione al trono, assunse la drastica misura di invertire l'imposizione dello sciismo in Persia e di reintrodurre il sunnismo, un atto seguito da vessazioni nei confronti degli studiosi sciiti. La giustificazione di questa riforma andrebbe ricercata nell'odio di Ismail riposto nei confronti del padre e del suo desiderio di contraddire qualunque politica ritenuta opportuna da Tahmasp, con particolare riferimento in questo caso all'introduzione di una versione intransigente dello sciismo compiuta dal predecessore di Ismail. Ismail cercò di identificare le figure che avevano contribuito a consolidare l'egemonia sciita ai tempi del padre. Le sue attenzioni si concentrarono su Mir Seyyid Hossein Al-Karaki, Sheikh ul-Islam di Esfahan, ma anche su altri, come gli sciiti militanti di Astrabad, il nuovo qazi-i mu'asker e persino Makhdum Shirazi; tutte queste persone furono perseguitate e arrestate.
Lo scià reclutò una serie di qurchi (le più strette guardie del corpo) per contrastare coloro che erano fedeli ad al-Karaki. Inoltre, fece picchiare e svergognare il khalifa al-khulifa, Bulgar Khalifa, per non aver appoggiato le misure di Ismail, arrestando e giustiziando il 24 febbraio 1577 suo figlio Nur Ali Khalifa, insieme ad alcuni capi kizilbash di alto profilo. 
Dopo l'incoronazione di Ismail, lo status di Pari Khan Khanum si rafforzò notevolmente; la nobiltà le prestò obbedienza e molti cortigiani di spicco cercarono il suo patrocinio e la sua assistenza. Ismail era verosimilmente scontento dell'attenzione che i suoi cortigiani riservavano alla sorella Pari Khan Khanum, la quale si "intrometteva" negli affari di Stato, e divenne geloso della sua popolarità e della sua forte posizione tra i kizilbash, i  qurchi e gli ulama. Secondo quanto riferito dalle fonti, egli chiese alla nobiltà: «Non avete capito, amici miei, che l'interferenza delle donne nelle questioni di Stato è avvilente per l'onore del re?». Poco dopo, egli confinò Pari Khan Khanum nelle sue stanze e fece aumentare il numero di guardie che la sorvegliavano. La nobildonna fu poi costretta a cedere tutti i suoi beni, che le furono confiscati. Inoltre, le politiche filo-sunnite di Ismail e le voci secondo cui egli stesso sarebbe stato un sunnita destarono preoccupazione tra i capi kizilbash.
La notte del 24 novembre 1577, Ismail consumò delle fette di oppio avvelenato prima di andare a letto con un suo compagno, un ragazzo di nome Hassan Beg. Il mattino seguente, i cortigiani lo trovarono morto mentre veniva cullato dal ragazzo. Sebbene all'epoca la sua morte fosse considerata naturale, molti storici hanno ritenuto i capi kizilbash o Pari Khan Khanum responsabili della sua morte. Il 25 novembre 1577, il corpo di Ismail fu sepolto nel santuario di Imamzadeh Hossein a Qazvin. Poco dopo, il figlio neonato di Ismail, avuto con una delle sue concubine, fu assassinato. A Ismail succedette il fratello cieco, Mohammad Khodabanda.

## Giudizio storiografico
Sebbene vi siano alcune cronache che lodano il senso della giustizia dello scià, la maggior parte degli storici dell'epoca, tra cui Hasan Beg Rumlu (1530/1531-1578 circa) e I skandar Beg Munshi (1561/1562–1633/1634), spesso ritraggono Ismail come un sovrano irrazionale, perverso e inetto, che portò la dinastia safavide sull'orlo del collasso. Lo storico moderno Hans Robert Roemer considera la politica di Ismail disastrosa, mentre Colin P. Mitchell descrive la sua amministrazione come assertiva e fruttuosa. Lo storico tedesco Walther Hinz lo considera un monarca spietato, celebrato come signore della guerra dai kizilbash, ma il cui regno fu fondato sullo spargimento di sangue e una strategia del terrore.

## Monetazione

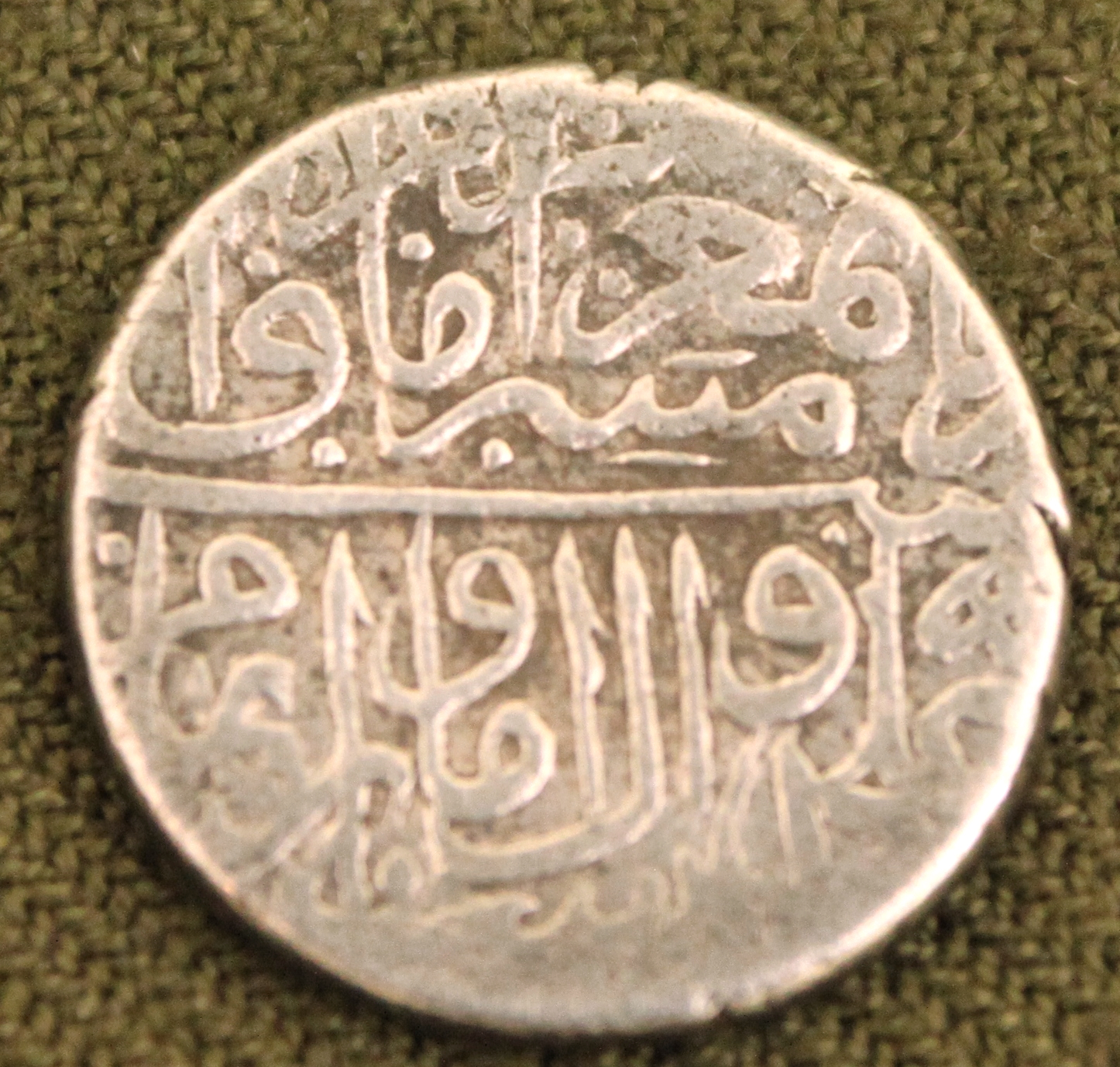
Una moneta di Ismail II risalente al 1576

Durante il breve regno di Ismail, la produzione di monete divenne sempre più centralizzata, mentre il numero di zecche scese a venti. Sotto il suo regno la moneta d'argento, la shahi, pesava 2,30 g (cioè mezzo mesqal) e il suo monetario continuò anche a usare il larin, ereditato dal Larestan e i tanka (una moneta comune comune nel subcontinente indiano). Le sue monete di rame non furono emesse al pubblico, ma le informazioni relative a quelle che avrebbero dovuto essere prodotte presentava delle differenze rispetto al passato, in quanto vi era il takhallus (nome con cui scriveva Ismail) Adeli.
Sulle monete inaugurali di Ismail viene coniata un passaggio della poesia di 'Attar, «Dall'est all'ovest, se c'è un Imam/Ali e la sua famiglia sono tutto per noi!». Si immagina che questa informazione lascia trapelare ancora una volta le sue inclinazioni sunnite, in quanto non gradiva la precedente scritta «Non c'è altra divinità all'infuori di Dio. Maometto è il messaggero (rasūl) di Dio. ʿAlī è il wali di Dio», precedentemente coniata nelle monete safavidi perché la frase relativa ad Ali contrastava con le sue credenze sunnite.

### Esplicative
1. ↑  Un'altra ragione per la sua cacciata furono le ricorrenti incursioni di Ismail compiute in territorio ottomano, nonostante la recente firma della pace di Amasya: Pārsādust (2002), p. 37.
2. ↑  Il Barsh era composto da frammenti di bezoario, zedoaria, pepe, zafferano, euforbia e dracunculo. Veniva spesso consumato insieme all'oppio e il suo scopo era quello di contrastare l'effetto della droga causando la dipendenza dal barsh come sostituto: Matthee (2011), p. 102.
3. ↑  Si tratta di una sezione del giuramento islamico sciita, la Shahādah: Mitchell (2009), p. 153.

### Bibliografiche
1. 1 2 3 4 5 6 7 8 9 10 11 12 13 14 15 16 17 18 19 20 21 22  Ghereghlou (2016).
2. ↑  Newman (2008), p. 31.
3. ↑  Pārsādust (2002), p. 13.
4. ↑  Hinz (1992), p. 16.
5. 1 2 3  Gholsorkhi (2009), p. 478.
6. 1 2  Farrokh (2011), p. 48.
7. ↑  Roemer (2008), p. 243.
8. ↑  Hinz (1992), p. 26.
9. ↑  Newman (2008), p. 28.
10. ↑   Pārsādust (2002), p. 17.
11. 1 2  Pārsādust (2002), p. 18.
12. ↑  Newman (2008), p. 33.
13. ↑  Hinz (1992), p. 31.
14. ↑  Hinz (1992), pp. 24, 26, 32-37.
15. ↑  Mitchell (2009), p. 145.
16. ↑  Hinz (1992), p. 40.
17. ↑  Matthee (2011), p. 102.
18. ↑   Hinz (1992), p. 41.
19. 1 2  Roemer (2008), p. 247.
20. 1 2 3 4  Pārsādust (2009).
21. ↑  Roemer (2008), p. 248.
22. 1 2 3  Savory (2007), p. 69.
23. 1 2  Mitchell (2009), p. 148.
24. ↑  Newman (2008), p. 46.
25. 1 2  Roemer (2008), p. 251.
26. 1 2  Newman (2008), p. 42.
27. ↑  Roemer (2008), pp. 251-252.
28. 1 2  Roemer (2008), p. 252.
29. ↑  Mitchell (2009), p. 150.
30. 1 2  Lal (2005), p. 223.
31. ↑  Haeri (2020), p. 16.
32. ↑  Roemer (2008), p. 253.
33. ↑  Mitchell (2009), p. 158.
34. ↑  Hinz (1992), pp. 28, 98.
35. ↑  Akopyan (2021), pp. 296-297.
36. ↑  Akopyan (2021), p. 297.
37. ↑  Mitchell (2009), p. 153.